# ميخائيل فليتشير
ميخائيل فليتشير (بالإنجليزية: Michael Fletcher)‏ هو لاعب كرة القدم الكندية أمريكي، ولد في 17 فبراير 1977 في كومبتون في الولايات المتحدة.